# Acantilados Zuytdorp
Los acantilados Zuytdorp (en inglés: Zuytdorp Cliffs) son una zona de la costa índica de Australia que se extiende unos 150 kilómetros en un tramo costero abrupto, espectacular y poco visitado del estado de Australia Occidental, específicamente en la bahía de Shark. Los acantilados se extienden desde el norte de la desembocadura del río Murchison (Australia Occidental), en Kalbarri, hasta la punta Pepper, al sur de la punta Steep. Los acantilados se encuentran en las regiones de Gascoyne y del Mid West del estado.
En el punto más alto, cerca de la colina Womerangee, la parte superior de los acantilados alcanza 250 m sobre el nivel del mar. Llevan el nombre de un barco mercante de la Compañía Holandesa de las Indias Orientales, el Zuytdorp, que naufragó frente a los acantilados en 1712.